# Petreni, Harghita
Petreni (în maghiară Homoródszentpéter) este un sat în comuna Mărtiniș din județul Harghita, Transilvania, România.

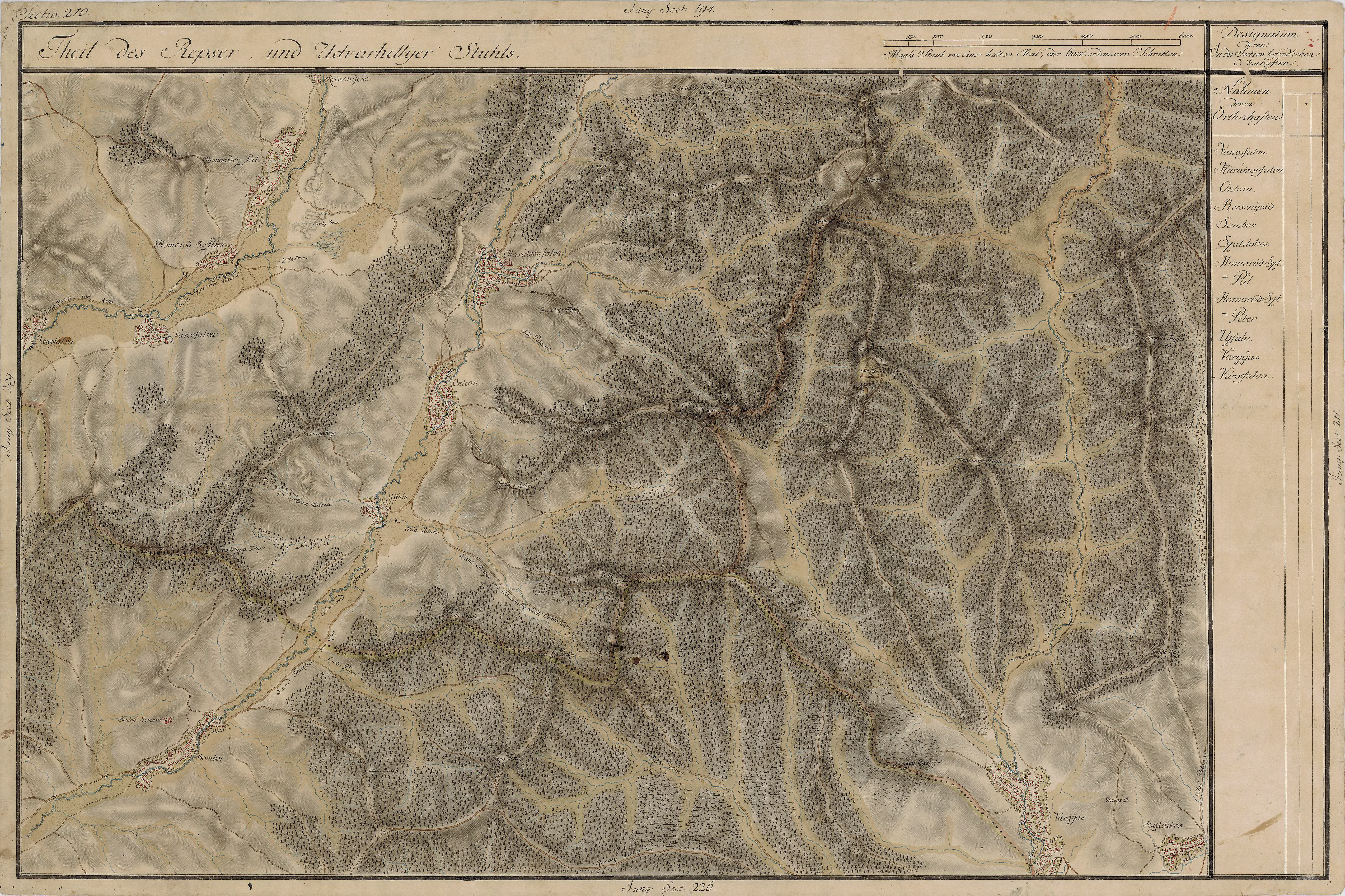
Petreni pe Harta Iosefină a Transilvaniei, 1769-1773

## Diverse
Pe teritoriul acestei localități se găsesc izvoare sărate, saramura fiind întrebuințată din vechi timpuri de către localnici.

 Acest articol despre o localitate din județul Harghita este deocamdată un ciot. Puteți ajuta Wikipedia prin completarea lui.